# Reuge
Reuge est une fabrique de boîtes à musique établie à Sainte-Croix, dans le canton de Vaud, en Suisse.

## Présentation

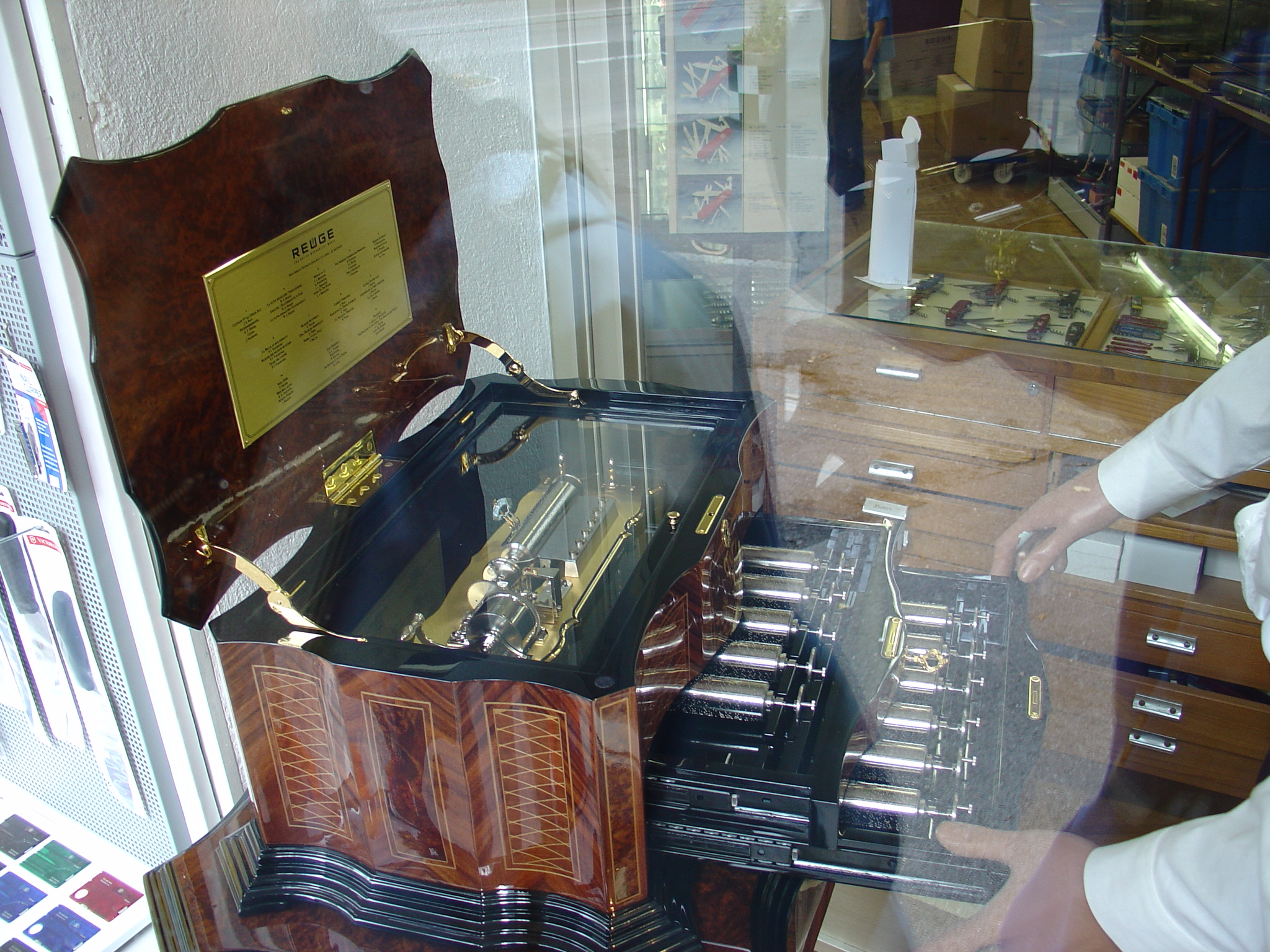
Boîte à musique Reuge

L’entreprise a été fondée en 1865 par Charles Reuge (1839-1887), un horloger du Val-de-Travers, qui commence la production de montres de poche munies d'une boîte à musique. Outre des boîtes à musique, elle fabrique des oiseaux chanteurs mécaniques. Elle exporte ses produits dans le monde entier. Elle détient le record de la plus petite boîte à musique du monde, homologué par le Guinness Book.
La famille Reuge est bourgeoise de Buttes. Charles Reuge commence ses activités comme régleur et s’établit à Saint-Croix, vis-à-vis de la poste, au deuxiéme étage de la maison du confiseur. Puis, dès 1880, il liquide son affaire et se consacre à la fabrication de montre.
En 1886, son fils Albert y ouvre un atelier de boîtes à musique. Rapidement, il convertit l’atelier familial en une usine locale prospère qui deviendra une petite manufacture de pièces musicales.
Guido Reuge, petit-fils du fondateur, reprend la maison en 1930 et en assure la direction pendant 60 ans. Il fera également l’acquisition de nombreuses entreprises concurrentes.
En 1960, Reuge franchit une étape décisive en abordant le thème des oiseaux chanteurs. Elle s'en appropriera les codes en se rapprochant, durant les 15 années qui suivent. En 1988, la Maison familiale est reprise par un groupe d'investisseurs suisses qui la dote des moyens nécessaires qui lui permettent d'atteindre un nouveau stade de sa croissance.
Aujourd'hui, Reuge conjugue la tradition de ses automates à musique mécaniques avec des technologies et matériaux modernes afin de servir une clientèle de connaisseurs cherchant des objets d’art sur mesure. 
En 2005, elle a réalisé un chiffre d'affaires de l'ordre de 12 millions de CHF. Elle occupe environ soixante-dix collaborateurs.